# 2Dケーキ
2Dケーキとは、平面的（2D）に見えるように作られたケーキ。日本では2023年（令和5年）頃流行し、N.D.Promotionによる『Z総研2023年上半期トレンドランキング』の「食べもの・飲みもの」編で第三位となった。絵本や漫画から飛び出してきたような見た目から、コミックケーキとも呼ばれる。

## 概要

### 作り方
材料はチョコペン（濃い色のクリームでも可）とケーキのみ。主にショートケーキなどのケーキや生クリーム、イチゴなどのフルーツの角や面、境目をチョコペンや濃い色のクリームでなぞることで立体的に見えるケーキが完成する。

### 歴史
2022年頃、大韓民国で「2Dカフェ」という、絵本をイメージしたカフェが流行し、中でも「2Dケーキ」が人気を博した。2023年の初め頃から、日本国内でも東京の新大久保や、大阪の鶴橋などで次々と2Dカフェがオープンし、2Dケーキが流行した。同年5月に、LINEの行った調査では女子高生が選ぶ「流行しそうな食べ物」で2位となり、6月5日に発表されたN.D.Promotionの調査ではZ世代で流行した物事の「食べもの・飲みもの」編で第三位となった。

### 派生
2023年6月頃から、長野県軽井沢町にある「軽井沢プリンスホテルウエスト」というホテルでは若者層への認知拡大策の一つとして、2Dケーキをアレンジした「2.5D 桜ケーキ」を数量限定で提供した。これは、「2Dケーキに3D要素を融合させた」という独自のケーキでシェフ・パティシエの長田和也が調理を担当した。